# 凯特·豪伊
凯特·豪伊（英語：Kate Howey，1973年5月31日—），英国女子柔道运动员。她曾代表英国参加1992年、1996年、2000年和2004年夏季奥林匹克运动会柔道比赛，获得一枚银牌和一枚铜牌。